# Лагуна-Эдионда
Лагуна-Эдионда (исп. Laguna Hedionda) — озеро в провинции Нор-Липес департамента Потоси Боливии. Площадь поверхности озера составляет 5-6 км². Озеро находится на высоте 4176 метров.

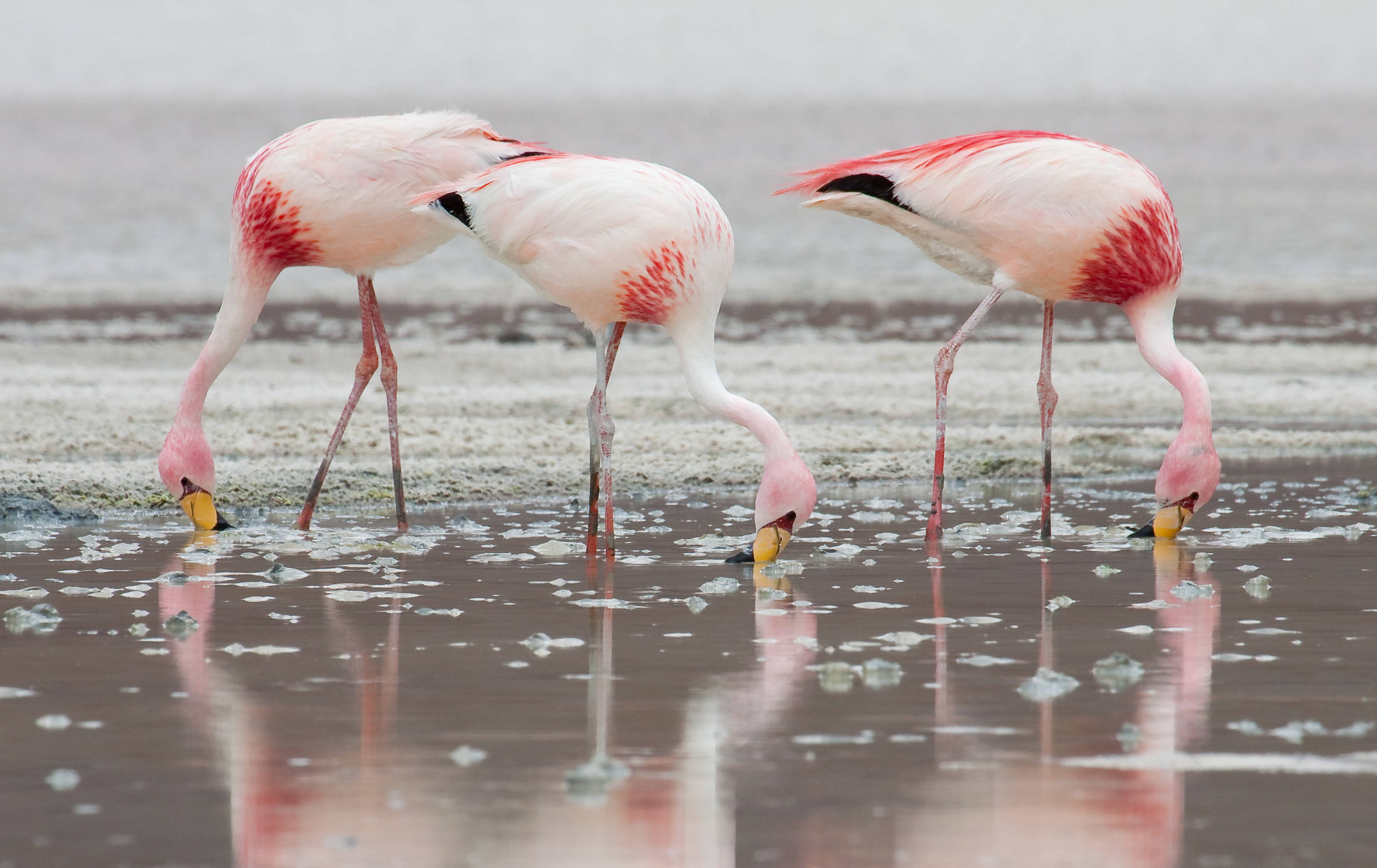
Фламинго Джеймса на озере Лагуна-Эдионда

Питается водами родников, впадающих с юго-восточного и западного берегов.
Из растворённых в водах озера веществ преобладают ионы натрия, калия и магния.

## Фауна
На озере Лагуна-Эдионда обитают фламинго Джеймса (лат. Phoenicoparrus jamesi) — вид, считавшийся до 1956 года вымершим.